# Bird Island (Algoa Bay)
Bird Island ist eine unbewohnte Insel in der Algoa Bay in der südafrikanischen Provinz Ostkap. Sie ist namensgebend für die Bird Islands (Bird-Island-Inselgruppe), zu der auch die deutlich kleineren Inseln Seal Island und Stag Island zählen.
Auf der 19 Hektar großen Insel befindet sich ein 1898 errichteter Leuchtturm. 1755 strandeten hier die Überlebenden der Doddington. Laut der Darstellung im Buch The Lost Boys of Bird Island von Mark Minnie und Chris Steyn war die Insel in den 1980er Jahren ein Stützpunkt für Pädophile.
Die Insel gehört zum 2019 errichteten Meeresschutzgebiet des Addo-Elefanten-Nationalparks.